# MD5
Trong mật mã học, MD5 (viết tắt của tiếng Anh Message-Digest algorithm 5, Thuật toán Tiêu hóa-tin nhắn 5) là một hàm băm mật mã học được sử dụng phổ biến với giá trị băm (hash) dài 128-bit. Là một chuẩn Internet (RFC 1321), MD5 đã được dùng trong nhiều ứng dụng bảo mật, và cũng được dùng phổ biến để kiểm tra tính toàn vẹn của tập tin. Một bảng băm MD5 thường được diễn tả bằng một số hệ thập lục phân 32 ký tự.
MD5 được thiết kế bởi Ronald Rivest vào năm 1991 để thay thế cho hàm băm trước đó, MD4. Vào năm 1996, người ta phát hiện ra một lỗ hổng trong MD5; trong khi vẫn chưa biết nó có phải là lỗi nghiêm trọng hay không, những chuyên gia mã hóa bắt đầu đề nghị sử dụng những giải thuật khác, như SHA-1 (khi đó cũng bị xem là không an toàn). Trong năm 2004, nhiều lỗ hổng hơn bị khám phá khiến cho việc sử dụng giải thuật này cho mục đích bảo mật đang bị đặt nghi vấn.

## Lịch sử và thuật toán
Tiêu hoá Tin nhắn là một loạt các thuật toán đồng hóa thông tin được thiết kế bởi Giáo sư Ron Rivest của trường MIT (Rivest, 1994). Khi công việc phân tích chỉ ra rằng giải thuật trước MD5-MD4- có vẻ không an toàn, ông đã thiết kế ra MD5 vào năm 1991 để thay thế an toàn hơn. (Điểm yếu của MD4 sau đó đã được Hans Dobbertin tìm thấy).
Vào năm 1993, Den Boer và Bosselaers đã tìm ra, tuy còn giới hạn, một dạng "xung đột ảo" của hàm nén MD5; đó là, với hai véc-tơ khởi tạo I và J khác nhau 4 bit, dẫn đến:
MD5compress(I,X) = MD5compress(J,X).
Trong năm 1996, Dobbertin đã thông báo có xung đột của hàm nén MD5 (Dobbertin, 1996). Dù nó không phải là một cuộc tấn công vào toàn bộ hàm băm MD5, nhưng nó đủ gần để các chuyên gia mã hóa đề nghị sử dụng kỹ thuật khác để thay thế, như WHIRLPOOL, SHA-1 hay RIPEMD-160.
Kích thước của bảng băm-128 bit-đủ nhỏ để bị tấn công bruteforce. MD5CRK là một dự án phân bố bắt đầu vào tháng 3 năm 2004 với mục tiêu chứng tỏ rằng MD5 không an toàn trên thực tế bằng cách tìm ra những xung đột sử dụng tấn công bruteforce.
MD5CRK kết thúc nhanh chóng sau ngày 17 tháng 8 năm 2004, khi xung đột đối với toàn bộ MD5 được công bố bởi Xiaoyun Wang, Dengguo Feng, Xuejia Lai, và Hongbo Yu. Cuộc tấn công phân tích của họ được báo cáo là chỉ diễn ra có một giờ trên nhóm máy IBM p690.
Vào ngày 1 tháng 3 năm 2005, Arjen Lenstra, Xiaoyun Wang, và Benne de Weger đã biểu diễn việc xây dựng hai giấy phép X.509 với các khóa công cộng khác nhau và cùng bảng băm MD5, một sự xung đột thực thế đáng được trình diễn. Sự xây dựng bao gồm những khóa riêng tư cho cả hai khóa công cộng. Vài ngày sau, Vlastimil Klima đã mô tả một giải thuật nâng cao, có thẻ xây dựng những xung đột MD5 trong vài giờ với một máy tính xách tay. Vào ngày 18 tháng 3 năm 2006, Klima đã phát hành một giải thuật có thể tìm thấy đụng độ trong vòng một phút bằng một máy tính xách tay, sử dụng một phương thức mà anh gọi là bắt đường hầm.

## Ứng dụng
Các đồng hóa MD5 được dùng rộng rãi trong các phần mềm trên toàn thế giới để đảm bảo việc truyền tập tin được nguyên vẹn. Ví dụ, máy chủ tập tin thường cung cấp một tổng kiểm (checksum) MD5 được tính toán trước cho tập tin, để người dùng có thể so sánh với tổng kiểm của tập tin đã tải về. Những hệ điều hành dựa trên nền tảng Unix luôn kèm theo tính năng MD5 sum trong các gói phân phối của họ, trong khi người dùng Windows sử dụng ứng dụng của hãng thứ ba.
Tuy nhiên, hiện nay dễ dàng tạo ra xung đột MD5, một người có thể tạo ra một tập tin để tạo ra tập tin thứ hai với cùng một tổng kiểm, do đó kỹ thuật này không thể chống lại một vài dạng giả mạo nguy hiểm. Ngoài ra, trong một số trường hợp tổng kiểm không thể tin tưởng được (ví dụ, nếu nó được lấy từ một lệnh như tập tin đã tải về), trong trường hợp đó MD5 chỉ có thể có chức năng kiểm tra lỗi: nó sẽ nhận ra một lỗi hoặc tải về chưa xong, rất dễ xảy ra khi tải tập tin lớn.
MD5 được dùng rộng rãi để lưu trữ mật khẩu. Để giảm bớt sự dễ thương tổn đề cập ở trên, ta có thể thêm muối (salt) vào mật khẩu trước khi băm chúng. Một vài hiện thực có thể áp dụng vào hàm băm hơn một lần- xem làm mạnh thêm khóa.

## Thuật toán

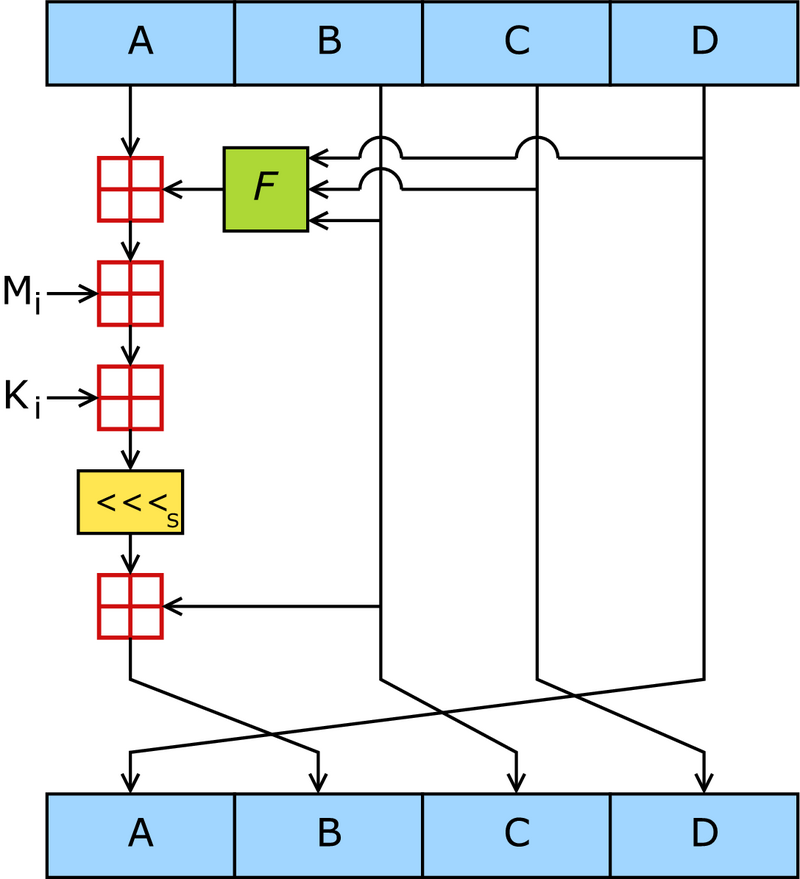
Hình 1. Một thao tác MD5—MD5 bao gồm 64 tác vụ thế này, nhóm trong 4 vòng 16 tác vụ. F là một hàm phi tuyết; một hàm được dùng trong mỗi vòng. M_{i} chỉ ra một khối tin nhập vào 32-bit, và K_{i} chỉ một hằng số 32-bit, khác nhau cho mỗi tác vụ.
_{s} chỉ sự xoay bit về bên trái s đơn vị; s thay đổi tùy theo từng tác vụ. chỉ cộng thêm với modulo 2^{32}.

MD5 chuyển một đoạn thông tin chiều dài thay đổi thành một kết quả chiều dài không đổi 128 bit. Mẩu tin đầu vào được chia thành từng đoạn 512 bit; mẩu tin sau đó được độn sao cho chiều dài của nó chia chẵn cho 512. Công việc độn vào như sau: đầu tiên một bit đơn, 1, được gắn vào cuối mẩu tin. Tiếp theo là một dãy các số zero sao cho chiều dài của mẩu tin lên tới 64 bit ít hơn so với bội số của 512. Những bit còn lại được lấp đầy bằng một số nguyên 64-bit đại diện cho chiều dài của mẩu tin gốc.
Thuật toán MD5 chính hoạt động trên trạng thái 128-bit, được chia thành 4 từ 32-bit, với ký hiệu A, B, C và D. Chúng được khởi tạo với những hằng số cố định. Thuật toán chính sau đó sẽ xử lý các khối tin 512-bit, mỗi khối xác định một trạng thái. Quá trình xử lý khối tin bao gồm bốn giai đoạn giống nhau, gọi là vòng; mỗi vòng gồm có 16 tác vụ giống nhau dựa trên hàm phi tuyến F, cộng mô đun, và dịch trái. Hình 1 mô tả một tác vụ trong một vòng. Có 4 khả năng cho hàm F; mỗi cái được dùng khác nhau cho mỗi vòng:
{\displaystyle F(X,Y,Z)=(X\wedge {Y})\vee (\neg {X}\wedge {Z})}
{\displaystyle G(X,Y,Z)=(X\wedge {Z})\vee (Y\wedge \neg {Z})}
{\displaystyle H(X,Y,Z)=X\oplus Y\oplus Z}
{\displaystyle I(X,Y,Z)=Y\oplus (X\vee \neg {Z})}
{\displaystyle \oplus ,\wedge ,\vee ,\neg } lần lượt chỉ phép XOR, AND, OR và NOT.
Đây là quá trình thực hiện xử lý của 4 hàm F, G, H, I ở trên:
Vòng 1:
	Ký hiệu [abcd j s i] là bước thực hiện của phép toán
	a = b + ((a + F(b, c, d) + M[j] + K[i]) <<< s)
Quá trình thực hiện 16 bước sau:
```
[ABCD 0 7 1] [DABC 1 12 2] [CDAB 2 17 3] [BCDA 3 22 4]
[ABCD 4 7 5] [DABC 5 12 6] [CDAB 6 17 7] [BCDA 7 22 8]
[ABCD 8 7 9] [DABC 9 12 10] [CDAB 10 17 11] [BCDA 11 22 12]
[ABCD 12 7 13] [DABC 13 12 14] [CDAB 14 17 15] [BCDA 15 22 16] 
```

	Giải thích: ví dụ biểu thức thứ 2 là [DABC 1 12 2], tương đương với:
	D = A + ((D + F(A,B,C) + M[1] + K[2]) <<< 12)
Nhận xét: Vòng 1 dùng hàm F, Với giá trị j từ 0 -> 15 và i từ 1 -> 16
Vòng 2:
	Tương tự, ký hiệu [abcd j s i] là của biểu thức:
	a = b + ((a + G(b, c, d) + M[j] + K[i]) <<< s)
	Quá trình thực hiện 16 bước:
[ABCD 1 5 17] [DABC 6 9 18] [CDAB 11 14 19] [BCDA 0 20 20]
[ABCD 5 5 21] [DABC 10 9 22] [CDAB 15 14 23] [BCDA 4 20 24]
[ABCD 9 5 25] [DABC 14 9 26] [CDAB 3 14 27] [BCDA 8 20 28]
[ABCD 13 5 29] [DABC 2 9 30] [CDAB 7 14 31] [BCDA 12 20 32]
Nhận xét: Vòng 2 dùng hàm G, với i từ 17 -> 32 và j = 1 + 5j mod 16
Vòng 3:
Tương tự, ký hiệu [abcd j s i] là của biểu thức:
	a = b + ((a + H(b, c, d) + M[j] + K[i]) <<< s)
Quá trình thực hiện 16 bước:
[ABCD 5 4 33] [DABC 8 11 34] [CDAB 1 16 35] [BCDA 14 23 36]
[ABCD 1 4 37] [DABC 4 11 38] [CDAB 7 16 39] [BCDA 10 23 40]
[ABCD 13 4 41] [DABC 0 11 42] [CDAB 3 16 43] [BCDA 6 23 44]
[ABCD 9 4 45] [DABC 12 11 46] [CDAB 5 16 47] [BCDA 2 23 48]
Nhận xét: Vòng 3 dùng hàm H, với i từ 33 -> 48 và j =5 + 3j mod 16
Vòng 4:
Tương tự, ký hiệu [abcd j s i] là của biểu thức:
	a = b + ((a + I(b,c,d) + M[j] + K[i]) <<< s)
Quá trình thực hiện 16 bước:
[ABCD 0 6 49] [DABC 7 10 50] [CDAB 14 15 51] [BCDA 5 21 52]
[ABCD 12 6 53] [DABC 3 10 54] [CDAB 10 15 55] [BCDA 1 21 56]
[ABCD 8 6 57] [DABC 15 10 58] [CDAB 6 15 59] [BCDA 13 21 60]
[ABCDb 4 6 61] [DABC 11 10 62] [CDAB 2 15 63] [BCDA 9 21 64]
Nhận xét: Vòng 4 dùng hàm I, với i từ 49 -> 64 và j =7j mod 16
/* Sau đó làm các phép cộng sau. (Nghĩa là cộng vào mỗi thanh ghi giá trị của nó trước khi vào vòng lặp) */
A = A + AA
B = B + BB
C = C + CC
D = D + DD
End /* of loop on i */
Bước 5: Tính kết quả tiêu hoá thông điệp.
Sau khi thực hiện xong bước 4, thông điệp thu gọn nhận được từ 4 thanh ghi A, B, C, D, bắt đầu từ byte thấp của thanh ghi A và kết thúc với byte cao của thanh ghi D bằng phép nối như sau: Message Digest = A || B || C || D. (|| phép toán nối)

### Mã giả
Mã giả cho thuật toán MD5 như sau.
```
//
Chú ý: Tất cả các biến đều là biến không dấu 32 bit và bao phủ mô đun 2^32 khi tính toán

var
 
int
[64] r, k

//
r xác định số dịch chuyển mỗi vòng

r[ 0..15]:= {7, 12, 17, 22, 7, 12, 17, 22, 7, 12, 17, 22, 7, 12, 17, 22} 
r[16..31]:= {5, 9, 14, 20, 5, 9, 14, 20, 5, 9, 14, 20, 5, 9, 14, 20}
r[32..47]:= {4, 11, 16, 23, 4, 11, 16, 23, 4, 11, 16, 23, 4, 11, 16, 23}
r[48..63]:= {6, 10, 15, 21, 6, 10, 15, 21, 6, 10, 15, 21, 6, 10, 15, 21}

//
Sử dụng phần nguyên nhị phân của sin của số nguyên làm hằng số:

for
 i 
from
 0 
to
 63
 k[i]:= floor(abs(sin(i + 1)) × (2 
pow
 32))

//
Khởi tạo biến:

var
 
int
 h0:= 0x67452301

var
 
int
 h1:= 0xEFCDAB89

var
 
int
 h2:= 0x98BADCFE

var
 
int
 h3:= 0x10325476

//
Tiền xử lý:

append
 "1" bit 
to
 message

append
 "0" bits 
until
 message length in bits ≡ 448 (mod 512)

append
 bit (bit, not byte) length of unpadded message 
as
 
64-bit little-endian integer
 
to
 message

//
Xử lý mẩu tin trong đoạn 512-bit tiếp theo:

for each
 
512-bit
 chunk 
of
 message
 break chunk into sixteen 32-bit little-endian words w[i], 0 ≤ i ≤ 15

 
//
Khởi tạo giá trị băm cho đoạn này:

 
var
 
int
 a:= h0
 
var
 
int
 b:= h1
 
var
 
int
 c:= h2
 
var
 
int
 d:= h3

 
//
Vòng lặp chính:

 
for
 i 
from
 0 
to
 63
  
if
 0 ≤ i ≤ 15 
then

   f:= (b 
and
 c) 
or
 ((
not
 b) 
and
 d)
   g:= i
  
else if
 16 ≤ i ≤ 31
   f:= (d 
and
 b) 
or
 ((
not
 d) 
and
 c)
   g:= (5×i + 1) 
mod
 16
  
else if
 32 ≤ i ≤ 47
   f:= b 
xor
 c 
xor
 d
   g:= (3×i + 5) 
mod
 16
  
else if
 48 ≤ i ≤ 63
   f:= c 
xor
 (b 
or
 (
not
 d))
   g:= (7×i) 
mod
 16

  temp:= d
  d:= c
  c:= b
  b:= b + 
leftrotate
((a + f + k[i] + w[g]), r[i])
  a:= temp

 
//
Thêm bảng băm của đoạn vào kết quả:

 h0:= h0 + a
 h1:= h1 + b 
 h2:= h2 + c
 h3:= h3 + d

var
 
int
 digest:= h0 
append
 h1 
append
 h2 
append
 h3 
//
(expressed as little-endian)
```

```
//
định nghĩa hàm dịch trái

leftrotate
 (x, c) 
 return (x << c) 
or
 (x >> (32-c));
```

Ghi chú: Thay vì hàm hóa RFC 1321 gốc như trên, phần sau có thể được dùng để tăng độ hiệu quả (hữu ích nếu ngôn ngữ assembly được dùng - còn không, chương trình dịch sẽ tự động tối ưu hóa đoạn mã ở trên):
```
(0 ≤ i ≤ 15): f:= d 
xor
 (b 
and
 (c 
xor
 d))
(16 ≤ i ≤ 31): f:= c 
xor
 (d 
and
 (b 
xor
 c))
```

## Các bảng băm MD5
Bảng băm MD5 128 bit (16 byte) (còn được gọi là message digests) được biểu diễn bằng chuỗi 32 số thập lục phân. Sau đây cho thấy đầu vào ASCII 43 byte và bảng băm MD5 tương ứng:
```
MD5("
The quick brown fox jumps over the lazy dog
") 
= 9e107d9d372bb6826bd81d3542a419d6
```

Thậm chí một sự thay đổi nhỏ trong mẩu tin cũng dẫn đến thay đổi hoàn toàn bảng băm, do hiệu ứng thác. Ví dụ, thay d thành e:
```
MD5("The quick brown fox jumps over the lazy 
e
og") 
= ffd93f16876049265fbaef4da268dd0e
```

Bảng băm của một chuỗi rỗng là:
```
MD5("") 
= d41d8cd98f00b204e9800998ecf8427e
```